# Draganići
Draganići (cyr. Драганићи) – wieś w Serbii, w okręgu raskim, w gminie Raška. W 2011 roku liczyła 334 mieszkańców.